# Spybot
Pour les articles homonymes, voir Search and destroy.
Spybot, initialement Spybot Search & Destroy, est un anti-espiogiciel (anti-spyware) destiné aux particuliers et qui fonctionne sous Windows. Comme la plupart des logiciels de ce type, il scanne le disque dur et la mémoire vive de l’ordinateur à la recherche de logiciels malveillants. Il dispose d’un résident.
Spybot vise (entre autres) les :
- publiciels (adwares)
- logiciels espions (spywares)
- cookies

Spybot est actuellement publié comme un gratuiciel. Il est disponible en 51 langues.

## Historique
En 2000, alors qu’il était encore élève ingénieur Patrick Kolla-Ten 
Venne a découvert que son PC était infecté par les programmes 
Aureate/Radiate et Conducent TimeSink. Cette intrusion dans sa vie 
privée l’a vraiment exaspéré, et il a donc écrit un programme pour 
supprimer ces infections.
Le programme était si efficace qu’il l’a mis à disposition des 
autres, en téléchargement gratuit. Ce fut le début d’une campagne 
mondiale pour protéger le droit à la vie privée sur l’Internet, qui 
allait bientôt devenir le centre d’intérêt principal de ce jeune 
ingénieur, ainsi qu’un emploi à plein temps.
L’Internet se développait rapidement, de sorte que toute une 
communauté de personnes partageant les mêmes idées s’est créée. Leur 
conviction était que ‘Chacun a le droit à la vie privée et d’utiliser 
l’Internet sans que ses informations privées soient à son insu volées 
par des tiers’.
Bientôt, il y a eu trop de travail pour que le jeune programmeur 
l'effectue seul, donc il a créé une société nommée Safer-Networking Ltd.
Le but de cette société était de développer et d’améliorer Spybot – 
Search & Destroy, nom qui avait été donné au programme. 
Contrairement à d’autres startups logicielles, celle-ci devait être 
non-commerciale et allait être financée par des contributions 
volontaires!
Comme la propagation des logiciels malveillants et logiciels espions 
augmentait, l'équipe Spybot et la communauté Safer-Networking Ltd. ont 
aussi grandi. Il ne fallut pas longtemps avant qu’il y ait un réseau 
mondial de bénévoles dévoués à la cause.